# Ґізлемар
Ґізлемар або Ґістемар (*Gislemar, д/н — 683/684) — мажордом Нейстрії і Бургундії у 681—683/684 роках.

## Життєпис
Походив з нейстрійської знаті. Син Вараттона, мажордома Нейстрії та Бургундії, і Ансфледи. Перша письмова згадка про Ґізлемара відноситься до 673 року, коли він підписав дарчу хартію знатної жінки Хротільди монастирю в селищі Брюер-ле-Шатель]. За повідомленнями франкських хронік, Ґізлемар був діяльним і заповзятливим, але при цьому надмірно честолюбним, хитрим, з жагою до влади.
У 680 або 681 році після вбивства мажордома Еброїна завдяки підтримці нейстрійської знаті батько Ґізлемара стає мажордомом Нейстрії та Бургундії. Він змінив попередню політику, уклавши мирний договір з Піпіном Геристальським, мажордомом Австразії. Це викликало невдоволення частини нейстрійської знаті, яку очолив Ґізлемар. В результаті влаштував заколот проти батька, якого було позбавлено посади. після цього Ґізлемар сам стає мажордомом.
Розірвав мирний договір з австразією, рушивши проти Піпіна Геристальського, який вимушений був відступити до укріпленого міста Намюр. останній було захоплено, при цьому страчено багатьох австразійських знатних осіб. За цим Ґізлемар захопив столицю Австразії Кельн. Піпін Геристальський виявився нездатним протидіяти суперникові. Втім розпал успіхів, коли майже було підкорено Австразію, Ґізлемар раптово помер у 683 або 684 році. Посаду мажордома Нейстрії і Бургундії знову обійняв Вараттон, що припинив війну та відмовився від усіх військових досягнень сина.